# بيورن بولسون
بيورن بولسون (بالنرويجية البوكمول: Bjørn Paulson)‏ هو منافس ألعاب قوى نرويجي، ولد في 21 يونيو 1923 في برغن في النرويج، وتوفي في 14 يناير 2008 في شين في النرويج.

## وصلات خارجية
- بيورن بولسون على موقع الاتحاد الدولي لألعاب القوى (الإنجليزية)
- بيورن بولسون على موقع اللجنة الأولمبية الدولية (الإنجليزية)
- بيورن بولسون على موقع أوليمبيديا (الإنجليزية)